# Attenuipyga balli
Attenuipyga balli är en insektsart som beskrevs av Paul W. Oman 1985. Attenuipyga balli ingår i släktet Attenuipyga och familjen dvärgstritar. Inga underarter finns listade i Catalogue of Life.